# 郡 (バングラデシュ)
バングラデシュにおける郡（ぐん）は、ウポジラ（英語: upazila、ベンガル語: উপজেলা、['upodʒela]）と呼ばれ、かつてはターナー (thana) と称されていた、県の下位区分として機能する行政区画。西側諸国におけるカウンティやバラに相当するものとされる。農村地域の郡は、さらにユニオン議会（ユニオン・パリシャド、union parishads）に分割されている。
2022年10月20日現在、バングラデシュには、495郡が設置されている。郡は、バングラデシュにおける行政区画の下から2番目の階層にあたる。バングラデシュの行政区画は、8管区、64県、495郡とユニオン議会（UPs）から構成されている。かつての中将フセイン・モハンマド・エルシャド大統領の軍事政権下で地方分権制度が導入され、地方政府の強化が図られた。
UPs より下位には、グラム (gram) とかパラ (para) と呼ばれる村が存在するが、これらは行政上の権限はなく、選挙で選ばれる代表者もいない。1982年の地方政府条例は、翌年に施行され、既存のターナーをウポジラへと再編成し、権限強化したのである。

## 歴史
ウポジラは、元々はターナーと称されていたが、これは文字通りには警察署を意味していた。そうした名称にもかかわらず、ターナーは行政上、地理上の区画として機能しており、現在のウポジラに通じるものであった。1982年、ターナーはウポジラと改称され、自治体としての性格も帯びた地方政府とされた。しかし、この制度は、1992年にターナーに戻された。さらに後の1999年になってターナーの行政が及ぶ地理的区域のことをウポジラと称することになった。そして、このレベルの行政に関わる呼称は全てターナーからウポジラに改められた。例えば、文字通りには「ターナーの執行役員」を意味する「ターナー・ニルバヒ・オフィサー (thana nirbahi officer)」は、「ウポジラの執行役員」を意味する「ウポジラ・ニルバヒ・オフィサー (upazila nirbahi officer)」と改称された。
今日では「ターナー」はもっぱら「警察署」の意味で用いられる。一般的には、それぞれのウポジラには警察署が一つ設けられるが、行政区画としての規模が大きい場合には、異なる地域を管轄する複数の警察署が設けられることもある。
2021年7月26日、内閣官房長官カンドカー・アンワルル・イスラムは、ダクシン・スナムガンジ郡をシャンティガンジ郡と改称するとともに、コックスバザール県のエイドガオン郡、スナマンジ県のマデャナガール郡、マダリプル県のダサール郡の3郡を新設することを発表した。

## 行政

### 郡の執行役員
郡の執行役員（Upazila nirbahi officer, UNO：ベンガル語: উপজেলা নির্বাহী কর্মকর্তা）は、選挙で選ばれるわけではない郡の行政官である。彼らは、バングラデシュ上級国家公務員の上級書記官補 (senior assistant secretary of Bangladesh Civil Service (Administration) Cadre) である。彼らは選挙で選ばれる諸職の下で、執行役員として振る舞う。

### 郡議会
各郡の議会であるウポジラ・パリシャッド (upazila parishad) には、議長、副議長と女性副議長の役職が設けられている。これら三役は直接選挙で選ばれる。郡内のユニオン議会の議長たちが議会 (porishod) を構成するとみなされる。女性副議長職は、地方政府における全ての選挙による公職のうち少なくとも3分の1を女性が代表できるように設けられたものである。
2010年1月22日には、18年ぶりに郡議会選挙が実施された。